# Phasianella solida
Phasianella solida là một loài ốc biển, là động vật thân mềm chân bụng sống ở biển thuộc họ Phasianellidae.

## Hình ảnh

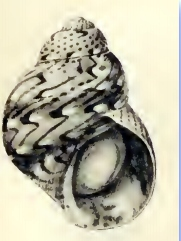
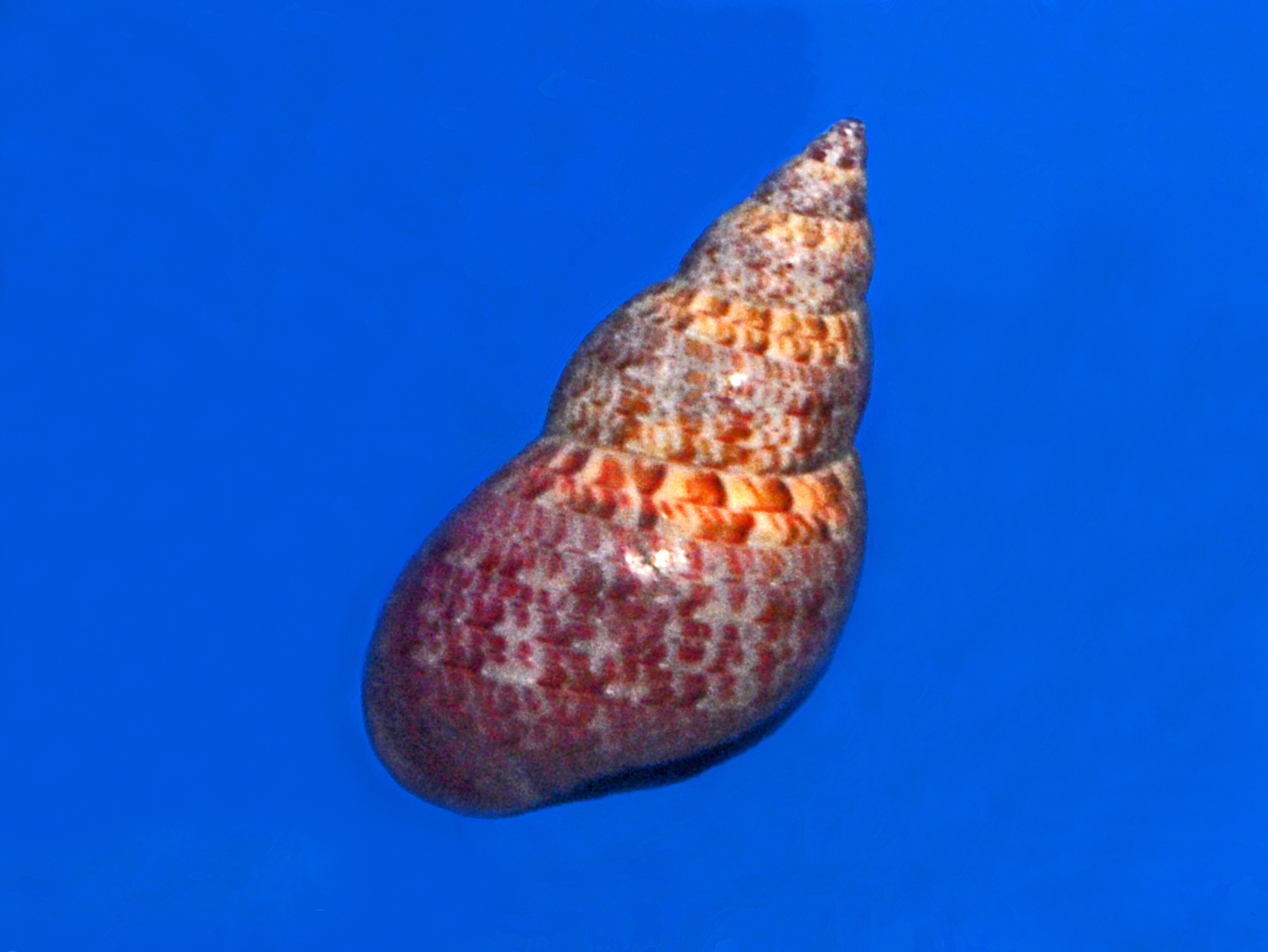
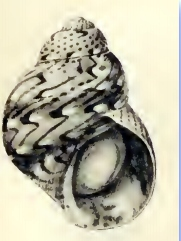